# Небесные куколки
«Небесные куколки» (англ. Beach Babes from Beyond) — американская фантастическая кинокомедия 1993 года с элементами эротики.

## Сюжет
Теглайн: Жаркие, загорелые, потусторонние.
Девушка-инопланетянка одалживает звездолёт своего отца и с двумя подружками отправляется на космическую прогулку, но из-за нехватки топлива им приходится остановиться на Земле. Они приземляются на калифорнийском пляже и натыкаются на нескольких парней, с которыми весело проводят время. Дядя одного из парней, Бад, который только и делает, что медитирует, может потерять свой пляжный дом, если срочно не найдёт денег для его ремонта. Девушки-пришельцы решают участвовать в конкурсе купальников, чтобы победить и получить за победу деньги на ремонт, но им мешает один дизайнер, который не остановится ни перед чем ради победы.

## В ролях
- Джо Эстевес — Дядя Бад
- Дон Суэйз — Горк
- Джоуи Траволта — Доктор Вег
- Берт Уорд — Мистер Бан
- Джеки Сталлоне — Янна
- Линни Куигли — Салли
- Никки Фриц — одна из моделей Салли
- Сара Энн Белломо — Ксена

## Награды
- Adult Video News Awards (1994)
Лучший альтернативный фильм для взрослых